# Fargo (série télévisée)
Pour les articles homonymes, voir Fargo.
Fargo est une série télévisée américaine créée par Noah Hawley et diffusée depuis le 15 avril 2014 sur la chaîne FX aux États-Unis, et simultanément sur FXX Canada. Elle est basée sur le film du même nom sorti en 1996, écrit et réalisé par les frères Joel et Ethan Coen, producteurs de la série.
Chaque saison de la série est indépendante, avec des acteurs différents ; cependant les événements de la saison 2 sont évoqués à plusieurs reprises dans la saison 1. Chaque épisode débute par « This is a true story » (c'est une histoire vraie) mais en réalité cette mention est un clin d’œil au film Fargo et a pour unique but de tromper le spectateur.
Au Québec, la série est diffusée depuis le 23 septembre 2014 à Super Écran, et en France à partir du 15 septembre 2014 sur Netflix pour les trois saisons puis sur Salto pour les autres saisons depuis le 20 octobre 2020 et le 22 juillet 2019 sur France 2.
Une quatrième saison est diffusée à l'automne 2020 aux États-Unis. Elle se déroule en 1950 à Kansas City (Missouri). En 2022, la série est renouvelée pour une cinquième saison.

## Synopsis

### Saison 1
En 2006, à Bemidji dans le Minnesota, Lester Nygaard (Martin Freeman) est un homme effacé et sans envergure travaillant pour une compagnie d'assurance. Sa vie bascule le jour où il décide de se confier à un homme, Lorne Malvo (Billy Bob Thornton) qui se révèle être un tueur à gages. Celui-ci tue un certain Sam Hess, qui, dans sa jeunesse, harcelait Lester à l'école secondaire. Un mensonge en entraînant un autre, Lester va radicalement changer de vie après avoir tué sa femme et extérioriser sa véritable personnalité, celle d'un manipulateur prêt à tout pour être accepté par une société qui l'a trop longtemps ignoré. Pendant ce temps, Malvo se lance sur d'autres contrats, mais se retrouvera à son tour traqué par deux tueurs à gages. La nouvelle shériff Molly Solverson mène l'enquête et fait la connaissance de son homologue Gus Grimly qui a croisé la route de Malvo auparavant.

### Saison 2
La saison traite d'un incident qui s'est déroulé en 1979 à Sioux Falls dans le Dakota du Sud et qui a été plusieurs fois mentionné durant la première saison. Elle met en scène la coiffeuse Peggy Blumquist et son mari, un boucher du nom d'Ed Blumquist, qui décident de couvrir leurs traces après la mort accidentelle de Rye Gerhardt, un des fils d'une famille criminelle locale dont la matriarche est Floyd Gerhardt. Pendant ce temps, Lou Solverson, qui vient de rentrer du Vietnam et le shérif Hank Larsson, enquêtent sur trois meurtres commis par Rye Gerhardt tout en protégeant le candidat républicain aux élections présidentielles Ronald Reagan lors de son arrêt de campagne à Fargo. Pendant ce temps, les concurrents des Gerhardt agrandissent leur territoire et comptent faire le ménage. Tous ces évènements conduiront tous les protagonistes à un très important règlement de comptes dans un motel qui fera de très nombreuses victimes.

### Saison 3
En 2010, dans le Minnesota, Emmit Stussy, un homme d'affaires renommé dans le monde du parking, vit une vie calme et opulente tandis que son petit frère Raymond a une vie difficile et enchaîne les mauvais coups. Alors que Ray avait blâmé son aîné toute sa vie pour ses succès, l’arrivée d’une personnalité mystérieuse va changer la donne. La rivalité entre les deux frères se terminera tragiquement, tandis que Nikki Swango, arnaqueuse et fiancée de Ray, s'en mêlera à son tour…

### Saison 4
En 1950, les états du sud des États-Unis ont connu des vagues migratoires depuis le début du siècle précédent. À Kansas City, dans le Missouri, deux syndicats du crime instaurent une paix difficile. Le premier est d'origine italienne, le second est afro-américain. Ensemble, ils contrôlent l'économie souterraine qui repose sur la corruption, l'exploitation et la drogue. Le syndicat Cannon Limited, dirigé par Loy Cannon (Chris Rock), menace d'usurper la famille italienne Fadda, dirigée par Josto Fadda (Jason Schwartzman), en tant qu'organisation criminelle au pouvoir. Afin de consolider leur paix, les groupes conviennent d'honorer une tradition d'échange des plus jeunes fils entre les deux ménages dirigeants. L'alliance est mise en péril par l'arrivée du frère impétueux de Josto, Gaetano (Salvatore Esposito), ainsi que par les actions peu orthodoxes prises par une infirmière nommée Oraetta Mayflower (Jessie Buckley). Pendant ce temps, la voisine adolescente d'Oraetta, Ethelrida Pearl Smutny (E'myri Crutchfield), découvre que ses parents, entrepreneurs de pompes funèbres, sont endettés auprès de Cannon Limited, ce qui l'empêtre dans les activités criminelles de Kansas City.

### Saison 5
L'intrigue de la cinquième saison de la série, qui se déroule dans le Midwest, a été annoncée avec les questions suivantes : « Quand un enlèvement n'est-il pas un enlèvement et que faire si votre femme n’est pas la vôtre ? ». En 2019, Dorothy "Dot" Lyon (Juno Temple), femme au foyer de Scandia, est kidnappée par Ole Munch (Sam Spruell), mais s'échappe avec l'aide d'un policier du Dakota du Nord Witt Farr (Lamorne Morris). Lorsque Dot rentre chez elle, elle prétend à son mari Wayne (David Rysdahl) qu'il n'y a pas eu d'enlèvement. Pendant que Farr et une shériff adjointe de Scandia, Indira Olmstead (Richa Moorjani), enquêtent, Munch entre en conflit avec l'homme qui l'a embauché, Roy Tillman (Jon Hamm), le shérif constitutionnel du comté de Stark, dans le Dakota du Nord et le premier mari de Dot, qu'elle a fui il y a dix ans auparavant. En plus de Tillman, Munch et de la police, Dot doit également affronter la riche mère de Wayne, Lorraine (Jennifer Jason Leigh), PDG d'une agence de recouvrement de créances qui soupçonne Dot d'avoir simulé l'enlèvement afin de l'extorquer.

## Distribution

### Première saison

#### Acteurs principaux
- Billy Bob Thornton (VF : Gérard Darier) : Lorne Malvo
- Martin Freeman (VF : Julien Sibre) : Lester Nygaard
- Allison Tolman (VF : Rosalie Symon) : Molly Solverson
- Colin Hanks (VF : Olivier Chauvel) : Gus Grimly

#### Acteurs récurrents
- Bob Odenkirk (VF : Luc-Antoine Diquéro) : Bill Oswalt
- Kate Walsh (VF : Emmanuelle Rivière) : Gina Hess
- Adam Goldberg (VF : Patrick Mancini) : M. Numbers
- Russell Harvard : M. Wrench
- Oliver Platt (VF : Jean-Loup Horwitz) : Stavros Milos
- Glenn Howerton (VF : David Van de Woestyne) : Don Chumph
- Jordan Peele (VF : Bruno Henry) : Webb Pepper
- Keegan-Michael Key (VF : Diouc Koma) : Bill Budge
- Joey King (VF : Camille Timmerman) : Greta Grimly
- Julie Ann Emery (VF : Barbara Tissier) : Ida Thurman
- Shawn Doyle (VF : Philippe Valmont) : Vern Thurman
- Tom Musgrave (VF : François Raison) : Bo Munk
- Keith Carradine (VF : Christian Cloarec) : Lou Solverson
- Rachel Blanchard (VF : Caroline Victoria) : Kitty Nygaard
- David Brown (VF : Sébastien Ossard) : Dr Esbit
- Jennifer Copping (VF : Anne Broussard) : Louise Weezy Canton
- Liam Green (VF : Gabriel Bismuth-Bienaimé) : Moe Hess
- Byron Noble (VF : Serge Faliu) : Ari Ziskind
- Susan Park (VF : Anneliese Fromont) : Linda Park
- Anna Sundberg (VF : Juliette Poissonnier) : Patty Knicklebocker
- Joshua Close (VF : Emmanuel Lemire) : Chazz Nygaard
- Atticus Dean Mitchell (VF : Samuel Cahu) : Mickey Hess
- Barry Flatman (de) (VF : Patrick Bonnel) : Wally
- Gary Valentine (VF : Jean-Luc Atlan) : Shérif-Adjoint Knudsen
Version française
  - Société de doublage : Mediadub International[5],[6]
  - Direction artistique : Isabelle Brannens[6]

 Source et légende : version française (VF) sur RS Doublage et Doublage Séries Database

### Deuxième saison

#### Acteurs principaux
- Kirsten Dunst (VF : Marie-Eugénie Maréchal) : Peggy Blomquist
- Patrick Wilson (VF : Alexis Victor) : Lou Solverson
- Jesse Plemons (VF : Yoann Sover) : Ed Blomquist
- Jean Smart (VF : Martine Meirhaeghe) : Floyd Gerhardt
- Ted Danson (VF : Guy Chapellier) : le shérif Hank Larsson

#### Acteurs récurrents
- Jeffrey Donovan (VF : Bertrand Liebert) : Dodd Gerhardt
- Rachel Keller (VF : Claire Baradat) : Simone Gerhardt
- Nick Offerman (VF : Bernard Métraux) : Karl Weathers
- Brad Garrett (VF : Patrick Béthune) : Joe Bulo
- Kieran Culkin (VF : Alexis Tomassian) : Rye Gerhardt
- Bokeem Woodbine (VF : Frantz Confiac) : Mike Milligan
- Angus Sampson (VF : Pascal Casanova) : Bear Gerhardt
- Keir O'Donnell (VF : Vincent Ropion) : Ben Schmidt
- Bruce Campbell (VF : Gabriel Le Doze) : Ronald Reagan
- Michael Hogan (VF : Michel Voletti) : Otto Gerhardt
- Cristin Milioti (VF : Nathalie Spitzer) : Betsy Solverson
- Adam Arkin (VF : Jean-François Aupied) : Hamish Broker
- Zahn McClarnon (VF : Jean-Louis Rugarli) : Hanzee Dent
- Emilie Haine (VF : Ana Piévic) : Noreen
- Raven Stewart (VF : Claire Baradat) : Molly Solverson
- Dan Beirne (VF : Benjamin Gasquet) : Sonny
- Mike Bradecich (VF : Stéphane Ronchewski) : Skip
- Elizabeth Marvel (VF : Ariane Deviègue) : Constance
- Allan Dobrescu (VF : Benjamin Bollen) : Charlie
Version française
  - Société de doublage : Deluxe Media Paris[5],[6]
  - Direction artistique : Ivana Coppola[6]
  - Adaptation des dialogues : Patrick Taieb[6]

 Source et légende : version française (VF) sur RS Doublage et Doublage Séries Database

### Troisième saison

#### Acteurs principaux
- Ewan McGregor (VF : Bruno Choël) : Emmit Stussy dit « le roi du parking du Minnesota » et Ray Stussy, son frère cadet, agent de probation, considéré comme un raté par son frère
- Carrie Coon (VF : Josy Bernard) : Gloria Burgle, policière allergique à l'informatique
- Mary Elizabeth Winstead (VF : Anne Tilloy) : Nikki Swango, séduisante arnaqueuse, fiancée de Ray Stussy
- David Thewlis (VF : Bernard Alane) : V.M. Vargas, criminel milliardaire prêt à tout pour protéger et augmenter sa fortune
- Goran Bogdan (VF : Jérémie Bédrune) : Yuri Gurka, russe, homme de main de Vargas

#### Acteurs récurrents
- Olivia Sandoval (VF : Chantal Baroin) : Winnie Lopez
- Mark Forward (VF : Christophe Desmottes) : Donny Mashman
- Michael Stuhlbarg (VF : Roland Timsit) : Sy Feltz
- Scoot McNairy (VF : Jérôme Rebbot) : Maurice LeFay
- Lee Zina (VF : Elsa Davoine) : Madeline
- Shea Whigham (VF : Thierry Kazazian) : Moe Dammick
- Karan Soni : Dr Homer Gilruth
- Fred Melamed (VF : Michel Voletti) : Howard Zimmerman
- Thomas Mann : Thaddeus Mobley
- Ivan Sherry (VF : Lionel Tua) : Scotty Pullover
- Graham Verchere (VF : Thomas Sagols) : Nathan Burgle
- Mary McDonnell : Ruby Goldfarb
- Russell Harvard : M. Wrench
- DJ Qualls : Golem
Version française par le studio de doublage Deluxe Media Paris, sous la direction de Ivana Coppola et une adaptation de Marc Bacon[5],[6].

### Quatrième saison

#### Acteurs principaux
- Chris Rock (VF : Lucien Jean-Baptiste) : Loy Cannon
- Jessie Buckley (VF : Pauline Brunel) : Oraetta Mayflower
- Jason Schwartzman (VF : Damien Ferrette) : Josto Fadda
- Ben Whishaw (VF : Yoann Sover) : Patrick « Rabbi » Milligan
- Jack Huston (VF : Valéry Schatz) : Odis Weff
- Salvatore Esposito (VF : Paolo Palermo) : Gaetano Fadda
- E'myri Crutchfield (VF : Déborah Claude) : Ethelrida Pearl Smutny
- Andrew Bird (VF : Thibaut Lacour) : Thurman Smutny
- Anji White (VF : Corinne Wellong) : Dibrell Smutny
- Jeremie Harris (en) (VF : Antoine Fleury) : Leon Bittle
- Matthew Elam (VF : Jhos Lican) : Lemuel Cannon
- Corey Hendrix (VF : Didier Cherbuy) : Omie Sparkman
- James Vincent Meredith (VF : Rody Benghezala) : Opal Rackley
- Francesco Acquaroli (VF : Mathieu Buscatto) : Ebal Violante
- Gaetano Bruno (VF : Thierry Gondet) : Constant Calamita
- Stephen Spencer (VF : Pierre Tessier) : Dr David Harvard
- Karen Aldridge (VF : Marie Bouvier) : Zelmare Roulette

#### Acteurs récurrents
- Glynn Turman (VF : Frédéric Souterelle) : Docteur Sénateur
- Timothy Olyphant (VF : Jean-Pierre Michaël) : Dick « Dur d'Oreille » Wickware
- Kelsey Asbille (VF : Camille Donda) : Swanee Capps
- Rodney L. Jones III (VF : Thomas Sagols) : Satchel Cannon
- Hannah Love Jones : Florine Cannon
- Tommaso Ragno (VF : Paul Borne) : Donatello Fadda

### Cinquième saison

#### Acteurs principaux
- Juno Temple (VF : Diane Dassigny) : Dorothy « Dot » Lyon / Nadine Tillman
- Jon Hamm (VF : Bruno Choël) : Sheriff Roy Tillman
- Jennifer Jason Leigh (VF : Marie-Laure Dougnac) : Lorraine Lyon
- Joe Keery (VF : Clément Moreau) : Gator Tillman
- Lamorne Morris (VF : Raphaël Cohen) : Witt Farr
- Richa Moorjani (VF : Victoria Grosbois) : Indira Olmstead
- Dave Foley (VF : Laurent Morteau) : Danish Graves
- Lukas Gage (VF : Romain Altché) : Lars Olmstead
- David Rysdahl (VF : Antoine Schoumsky) : Wayne Lyon
- Sam Spruell (VF : Boris Rehlinger) : Ole Munch
- Jessica Pohly (VF : Marie Bouvier) : Agent Meyer
- Nick Gomez (VF : Loïc Houdré) : Agent Joaquin

## Production

### Développement

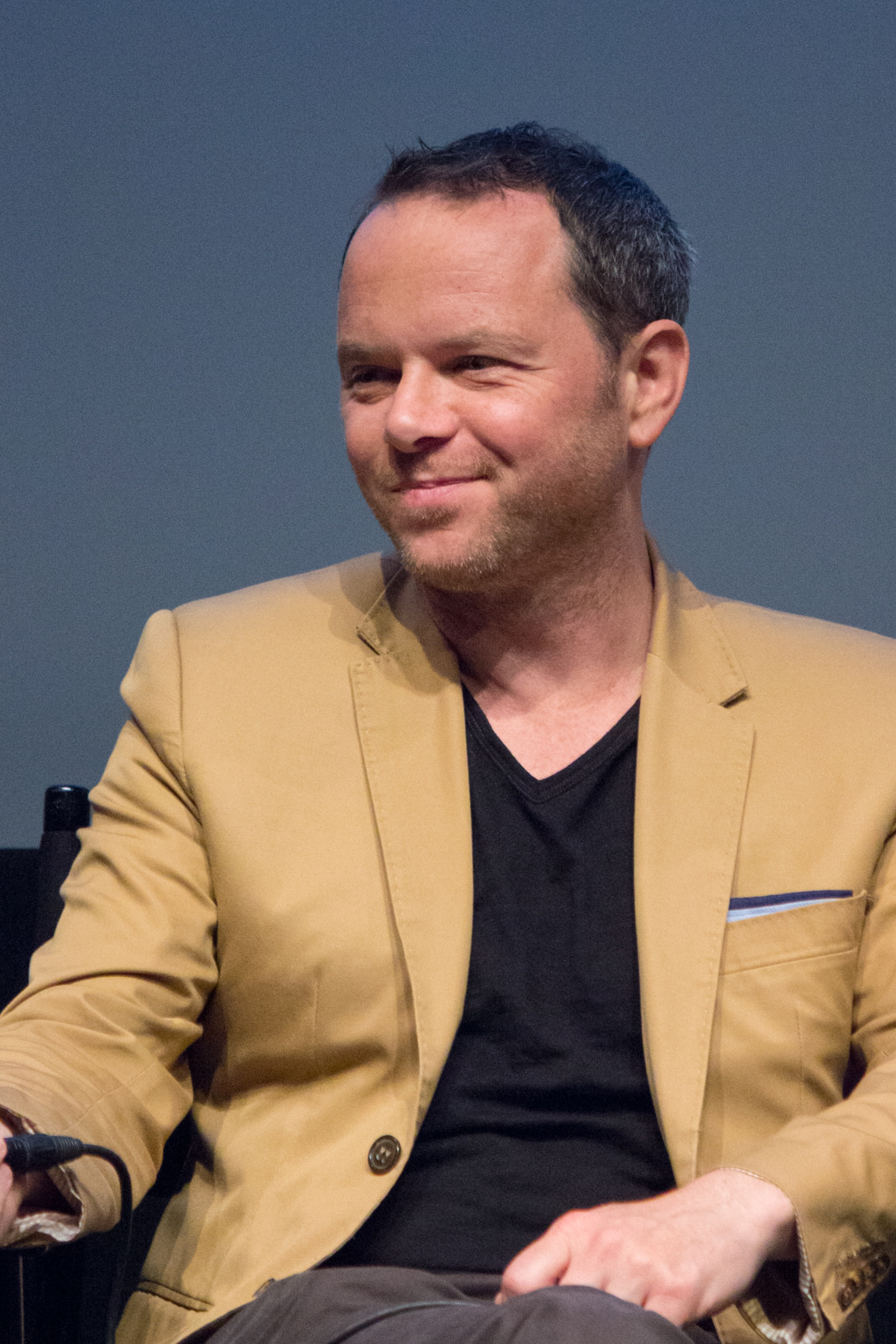
Noah Hawley, le créateur et showrunner de la série, l'année de diffusion de la première saison.

En 2012, FX annonce qu'elle est en train de développer une nouvelle série télévisée, basée sur le film primé aux Oscars, Fargo, avec les frères Coen en tant que producteurs exécutifs. La chaîne commande alors dix épisodes.
Le 21 juillet 2014, la série a été renouvelée pour une deuxième saison diffusée en 2015. Elle se concentre sur de nouveaux personnages et une nouvelle histoire selon le principe de l'anthologie. Elle a été programmée sur FX à partir du 12 octobre 2015 et en France sur Netflix à compter du 14 octobre 2015.
Le 23 novembre 2015, la série a été renouvelée pour une troisième saison diffusée en 2017.
Après une pause prolongée, FX a annoncé en janvier 2018 qu'une quatrième saison était en cours de développement. La pandémie de Covid-19 ayant momentanément interrompu la production, la quatrième saison n'a finalement pas été diffusée en 2019, mais en 2020.

### Casting
Le 2 août 2013, Billy Bob Thornton signe pour l'un des rôles principaux, bientôt rejoint par le britannique Martin Freeman le 27 septembre, puis par Colin Hanks le 3 octobre. Le tournage commence à l'automne 2013 dans la région de Calgary (Alberta).
Pour la deuxième saison, les rôles ont été attribués dans cet ordre : Jeffrey Donovan et Rachel Keller, Kirsten Dunst et Jesse Plemons, Patrick Wilson, Ted Danson et Jean Smart, Keir O'Donnell, Michael Hogan, Cristin Milioti, Bruce Campbell et Adam Arkin.
Pour la troisième saison, les rôles ont été attribués dans cet ordre : Ewan McGregor, Carrie Coon, Mary Elizabeth Winstead, Scoot McNairy, Jim Gaffigan, David Thewlis, Michael Stuhlbarg, Shea Whigham, Karan Soni, Fred Melamed et Thomas Mann,.

### Tournage
Le tournage de la deuxième saison a commencé en janvier 2015 à Calgary, Alberta.

### Fiche technique
- Titre original : Fargo
- Création : Noah Hawley
- Réalisation : Randall Einhorn, Adam Bernstein, Colin Bucksey, Matt Shakman, Scott Winant
- Scénario : Noah Hawley
- Direction artistique : Trevor Smith, Bill Ives
- Décors : Warren Alan Young, John Blackie
- Costumes : Carol Case
- Photographie : Dana Gonzales, Matthew J. Lloyd
- Montage : Skip Macdonald, Bridget Durnford, Regis Kimble
- Musique : Jeff Russo
- Casting : Rachel Tenner, Stephanie Gorin
- Production : Kim Todds, Chad Oakes, Michael Frislev, Noah Hawley (délégué), Warren Littlefield (délégué), Joel et Ethan Coen (délégués), Adam Bernstein (délégué), Geyer Kosinski (délégué)
- Sociétés de production : 26 Keys Productions, The Littlefield Company, Nomadic Pictures, Mike Zoss Productions (en), FX Productions, MGM Television
- Sociétés de distribution (télévision) : FX Network (États-Unis) ; Super Écran (Québec) ; Netflix pour les trois saisons puis sur Salto (France)
- Pays d'origine :  États-Unis
- Langue originale : anglais
- Format : couleur - 1,78:1 - son Stéréo
- Genre : comédie noire, série d'anthologie
- Durée : 48 à 53 minutes (68 minutes pour le pilote et 63 minutes pour l'épisode final de la saison 1)
- Classification :
- France : Déconseillé aux moins de 10 ans

## Liste des épisodes

### Première saison (2014)
1. Le Dilemme du crocodile (The Crocodile's Dilemma)
2. Le Prince Coq (The Rooster Prince)
3. Embourbés (A Muddy Road)
4. Toutes les nuances de vert (Eating the Blame)
5. Les Dix Plaies d'Égypte (The Six Ungraspables)
6. L'Âne de Buridan (Buridan's Ass)
7. Qui rase le barbier ? (Who Shaves the Barber?)
8. L'Accumulation (The Heap)
9. Le Loup, la Chèvre et le Chou (A Fox, a Rabbit, and a Cabbage)
10. La Fourchette de Morton (Morton's Fork)

### Deuxième saison (2015)
1. En attendant Dutch (Waiting for Dutch)
2. Au-delà des lois (Before the Law)
3. Le Mythe de Yaya Yayo (The Myth of Sisyphus)
4. Stupeur et tremblements (Fear and Trembling)
5. Cadeaux et privilèges (The Gift of the Magi)
6. Le Boucher (Rhinoceros)
7. Trahison (Did You Do This? No, You Did It!)
8. Sioux Falls (Loplop)
9. Sur écoute (The Castle)
10. Palindrome (Palindrome)

### Troisième saison (2017)
1. La Théorie des places vacantes (The Law of Vacant Places)
2. Le Principe du moindre choix (The Principle of Restricted Choice)
3. Le Principe de non-contradiction (The Law of Non-Contradiction)
4. Le Problème d'échappée belle (The Narrow Escape Problem)
5. La Maison à destination spéciale (The House of Special Purpose)
6. Sans merci (The Lord of No Mercy)
7. La Loi de l'inévitable (The Law of Inevitability)
8. Le Maître du déni (Who Rules the Land of Denial?)
9. Aporie (Aporia)
10. Quelqu'un à aimer (Somebody to Love)

### Quatrième saison (2020)
Initialement prévue pour avril 2020, la production s'est arrêtée momentanément en raison de la Pandémie de Covid-19. Elle est diffusée depuis le 27 septembre 2020 alors que la production des derniers épisodes reprend fin août.
Une bande-annonce est cependant disponible depuis janvier 2020. La saison 4 se déroule dans les années 1950 à Kansas City. L'intrigue tournera autour du conflit entre deux gangs, l'un italo-américain et l'autre afro-américain. Le casting comprend notamment l'acteur Chris Rock, qui y interprète l'un des personnages principaux.
1. Bienvenue dans l'économie alternative (Welcome to the Alternate Economy)
2. Le Royaume des voleurs et des tueurs (The Land of Taking and Killing)
3. Raddoppiarlo (Raddoppiarlo)
4. Faire semblant (The Pretend War)
5. Le Berceau de la civilisation (The Birthplace of Civilization)
6. Camp élégance (Camp Elegance)
7. Se mettre au vert (Lay Away)
8. Le Nadir (The Nadir)
9. Est/Ouest (East/West)
10. Le Bonheur (Happy)
11. Histoire américaine (Storia Americana)

### Cinquième saison (2023)
Le 17 février 2022, il est annoncé que Fargo aura une cinquième saison. Elle est prévue pour le 21 novembre 2023.
1. La Tragédie des communs (The Tragedy of the Commons)
2. Le Parcours du combattant (Trials and Tribulations)
3. L'Ironie des intermédiaires (The Paradox of Intermediate Transactions)
4. Le Paradoxe du menteur (Insolubilia)
5. Le Tigre (The Tiger)
6. Le Tendre piège (The Tender Trap)
7. Linda (Linda)
8. Couverture (Blanket)
9. La main inutile (The Useless Hand)
10. Pancakes (Bisquik)

## Autour de la série
Tout comme le film du même nom, la série tire son nom de la ville de Fargo dans le Dakota du Nord limitrophe du Minnesota. L'intrigue de l'ensemble des saisons se situe d'ailleurs dans cette région des États-Unis, sauf la quatrième saison qui a pour cadre Kansas City, à la frontière entre le Kansas et le Missouri.
Beaucoup de « clins d'œil » au film Fargo des frères Joel et Ethan Coen :
- Le propriétaire de Phoenix Farm, Stavros Milos Oliver Platt est celui qui trouve la mallette pleine de billets laissée par Steve Buscemi dans le film, au bord d'une route, dans la neige, et dans un trou creusé par une pelle à verglas de pare-brise.
- Molly Solverson retrouvant une amie d'enfance, autour d'une table pour un verre de l'amitié, comme l'a fait Frances McDormand, dans le film Fargo, ou Marge Gunderson retrouve un ami homme lors de l'un de ses déplacement pour l'enquête.
- La TV qui grésille et reçoit mal sa diffusion, au fond de la cabane, frappée par Gaear pour une meilleure réception et Peggy Blumquist Kirsten Dunst faisant le même geste dans la maison ou elle tient son otage.
- La pelleteuse sur une route dans un champ enneigé qui circule de droite à gauche de l’écran et vice versa.
- Le garde parking, dans sa cabane de péage, demandant le dû au conducteur se présentant devant la barrière.
- Molly Solverson Allison Tolman et son mari Gus Grimly Colin Hanks, elle enceinte et lui à moitié endormi comme dans le film ou Marge & Norm Gunderson, Frances McDormand et John Carroll Lynch, sont tous les deux l'un contre l'autre dans leur lit marital.
- Le boucher Ed Blumquist (Jesse Plemons) hache dans son hachoir à viande un corps humain, en l'occurrence son pied, comme dans le film Fargo où Gaear Grimsrud Peter Stormare est occupé à enfoncer dans un broyeur à végétaux ce qu’il reste de Carl Showalter Steve Buscemi.
- Nikki Swango (Mary Elizabeth Winstead) s’enfuyant de son motel par la fenêtre de la salle de bain, et rattrapée par les pieds par la police, comme Jerry Lundegaard (William H. Macy) dans le film.

## Accueil
Aux États-Unis, sur Metacritic elle affiche un score de 85 % de critiques positives pour la saison 1, de 96 % pour la saison 2 et de 89 % pour la saison 3 tandis que Rotten Tomatoes lui attribue un score de 98 %, 100 % et 93 % avec ce consensus critique : « Basé sur le film du même nom avec une atmosphère, un style et un lieu identiques, la série Fargo présente des personnages plus excentriques et une nouvelle histoire qui est habilement mise en scène avec de l'humour noir et des rebondissements étonnants ». L'audience moyenne par épisode de la première saison lors de sa diffusion sur FX est de 1,9 million de téléspectateurs.
En France, pour Télérama, « l'adaptation très libre du film des frères Coen, réjouissant thriller glacé, donne une série drôle, bizarre et intrigante, portée par un casting haut de gamme ». Pour Les Inrocks, « adapté du film des frères Coen sorti en 1996, ce polar neigeux en dix épisodes a impressionné par sa mécanique et son sens suprême de l’ironie ».

## Distinctions
Sauf indication contraire, les informations mentionnées dans cette section peuvent être confirmées par la base de données cinématographiques IMDb,  présente dans la section « Liens externes ».

### Récompenses
- Critics' Choice Television Awards 2014 :
  - Meilleure mini-série ou meilleur téléfilm
  - Meilleur acteur dans une mini-série ou un téléfilm pour Billy Bob Thornton
  - Meilleure actrice dans un second rôle dans une mini-série ou téléfilm pour Allison Tolman
- Emmy Awards 2014[42] :
  - Meilleure mini-série ou du meilleur téléfilm
  - Meilleure réalisation pour une mini-série ou un téléfilm pour Colin Bucksey (épisode Buridan's Ass)
- Golden Globes 2015 :
  - Meilleure mini-série ou meilleur téléfilm
  - Meilleur acteur dans une mini-série ou un téléfilm pour Billy Bob Thornton
- Golden Globes 2018 : Meilleur acteur dans une mini-série ou un téléfilm pour Ewan McGregor

### Nominations
- Emmy Awards 2014[42] :
  - Meilleur acteur dans une mini-série ou un téléfilm pour Billy Bob Thornton et Martin Freeman
  - Meilleur acteur dans un second rôle dans une mini-série ou un téléfilm pour Colin Hanks
  - Meilleure actrice dans un second rôle dans une mini-série ou un téléfilm pour Allison Tolman
  - Meilleure réalisation pour une mini-série ou un téléfilm pour Adam Bernstein (épisode The Crocodile's Dilemma)
  - Meilleur scénario pour une mini-série ou un téléfilm pour Noah Hawley (épisode The Crocodile's Dilemma)
- Television Critics Association Awards 2014 :
  - Meilleure nouvelle série
  - Meilleure mini-série ou meilleur téléfilm
- Satellite Awards 2015 :
  - Meilleure série télévisée dramatique
  - Meilleur acteur dans une série télévisée dramatique pour Billy Bob Thornton et Martin Freeman
  - Meilleure actrice dans un second rôle dans une série télévisée pour Allison Tolman
- Screen Actors Guild Awards 2015 : meilleur acteur dans une mini-série ou un téléfilm pour Billy Bob Thornton
- Golden Globes 2015 :
  - Meilleur acteur dans une mini-série ou un téléfilm pour Martin Freeman
  - Meilleure actrice dans une mini-série ou un téléfilm pour Allison Tolman
  - Meilleur acteur dans un second rôle dans une série, une mini-série ou un téléfilm pour Colin Hanks
- Golden Globes 2016 :
  - Meilleure mini-série ou meilleur téléfilm
  - Meilleur acteur dans une mini-série ou un téléfilm pour Patrick Wilson
  - Meilleure actrice dans une mini-série ou un téléfilm pour Kirsten Dunst
- Golden Globes 2018 :
  - Meilleure mini-série ou meilleur téléfilm
  - Meilleur acteur dans un second rôle dans une série, mini-série ou téléfilm pour David Thewlis
- Golden Globes 2024 : 
  - Meilleure mini-série ou du meilleur téléfilm
  - Meilleur acteur dans une mini-série ou un téléfilm pour Jon Hamm
  - Meilleure actrice dans une mini-série ou un téléfilm pour Juno Temple